# محطة ديفيس بيس للطاقة النووية

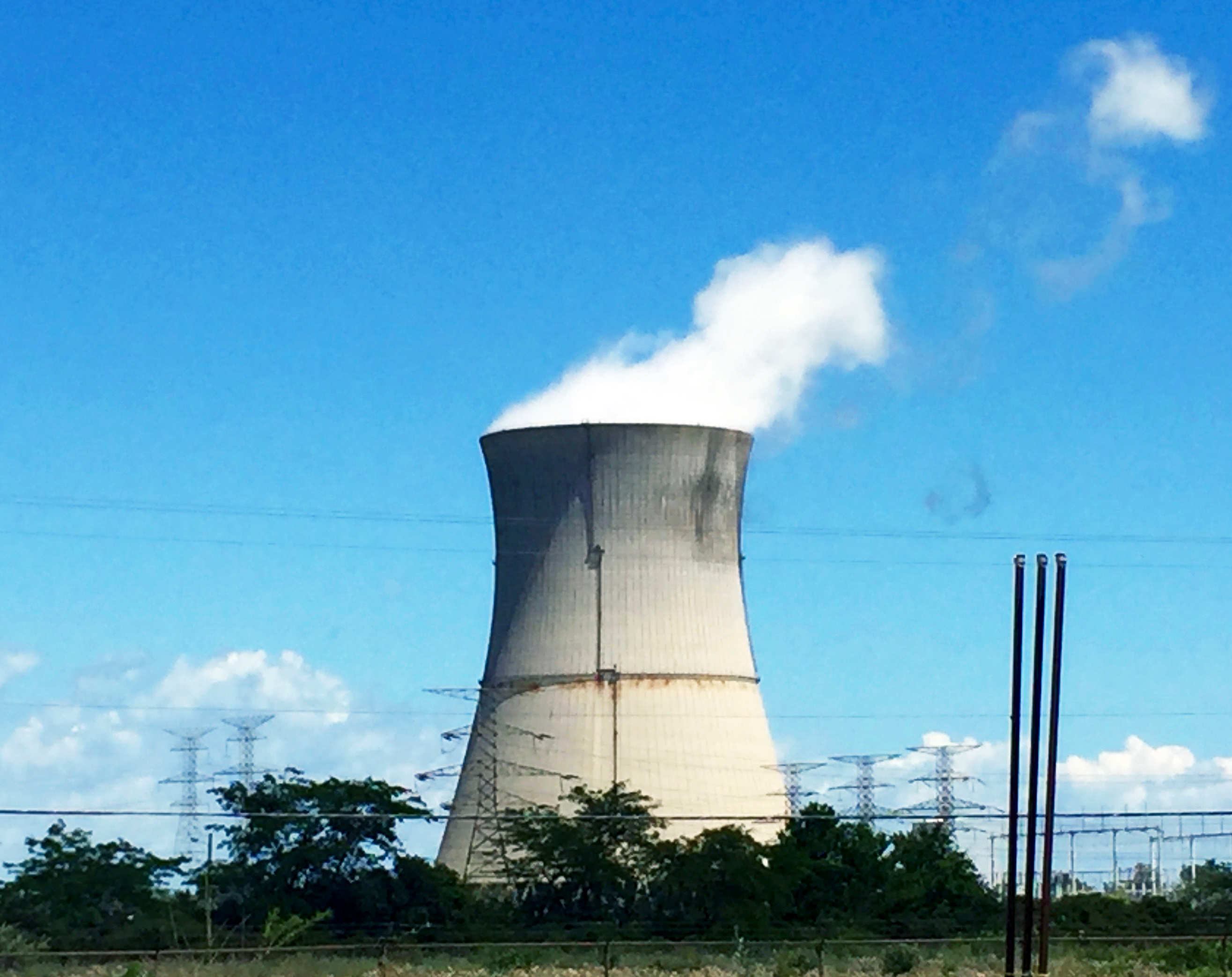
محطة ديفيس بيس للطاقة النووية في 2015

محطة ديفيس بيس للطاقة النووية هي محطة لتوليد الطاقة النووية بقدرة تبلغ 894 ميغاواط، تقع شمال شرق أوك هاربور، أوهايو في مقاطعة أوتاوا، أوهايو. تحمل المحطة مفاعل ماء مضغوط واحدًا. تتولى «شركة فيرست إينرجي للتشغيل النووي» إدارة المحطة، وهي شركة تابعة لـ«فيرست إينرجي».
خلال فترة عملها، كانت المحطة موقعًا لعديدٍ من حوادث السلامة التي أثّرت على تشغيل المحطة. تبعًا للجنة المراقبة النووية، فإن محطة ديفيس بيس مصدرٌ لاثنين من أخطر خمسة حوادث نووية في الولايات المتحدة منذ عام 1979. حدث الخطب الأشد في شهر مارس من عام 2002، لدى اكتشاف عمال الصيانة تسبب التآكل بثقب بحجم كرة قدم في رأس وعاء المفاعل. أوقفت لجنة المراقبة النووية تشغيل مفاعل ديفيس بيس حتى عام 2004، ليتسنى لشركة فرست إينرجي تنفيذ جميع أعمال الصيانة اللازمة للتشغيل الآمن. فرضت لجنة المراقبة النووية غرامة تزيد عن 5 ملايين دولار، وهي أكبر غرامة فُرضت على الإطلاق على محطة للطاقة النووية، على شركة فيرست إينرجي بسبب الأفعال التي أدت للتآكل. دفعت الشركة مبلغ 28 مليون دولار إضافيًا على شكل غرامات بموجب تسوية مع وزارة العدل الأمريكية.
كان من المتوقع إغلاق محطة ديفيس بيس في عام 2020. تحدثت الخطط لتشير إلى إمكانية إغلاق المفاعل في 31 مايو عام 2020. إلا أن ولاية أوهايو وقّعت في شهر يوليو من العام 2019 على مشروع قانون لصالح محطة ديفيس بيس؛ يضمن بقاء المحطة مفتوحة إلى ما بعد تاريخ إيقاف المفاعل المقرر.

## الموقع والتاريخ
تقع المحطة على الساحل الجنوبي الغربي لبحيرة إيري على بعد نحو 16 كيلومترًا (10 أميال) شمال أوك هاربور، أوهايو، وأيضًا على الجانب الشمالي من الطريق السريع 2 شرقي الطريق السريع 19 بموقع مساحته 386 هكتار (954 فدان) في بلدة كارول. لا يشغل المفاعل سوى مساحة 89 هكتار (221 فدان)، مع تخصيص 297 هكتار (733 فدان) لمحمية أوتاوا الوطنية للأحياء البرية. يبعد مدخل منطقة ماغي مارش للحياة البرية أقل من ميل شرق المحطة. تبعًا لإدارة معلومات الطاقة الأمريكية، فإن الاسم الرسمي لها هو محطة ديفيس بيس لتوليد الطاقة النووية. وهي مكونة من مفاعل الطاقة التجاري السابع والخمسين الذي يبدأ بناؤه في الولايات المتحدة الأمريكية (بدأ البناء في 1 سبتمبر من عام 1970) والمفاعل الخمسين الذي يبدأ تشغيله في 31 يوليو عام 1978. كانت المحطة في الأصل مملوكة لكل من شركتي كليفلاند للإنارة الكهربائية وتوليدو إديسون، وكانت باسم رئيس شركة توليدو إديسون جون كي. ديفيس، والرئيس السابق لشركة كليفلاند رالف إم. بيس.

## الوحدة الأولى
الوحدة الأولى هي مفاعل الماء المضغوط بقدرة 879 ميغاواط مزود من قبل شركة بابكوك ويلكوكس. أُوقف المفاعل عن العمل بين عام 2002 وبداية عام 2004 للقيام بترقياتٍ وإصلاحات تتعلق بالسلامة. في عام 2012، أمّن المفاعل 7101.700 غيغاواط من الكهرباء.

## الوحدتان الثانية والثالثة
في عام 1973، طُلب من شركة بابكوك ويلكوكس مفاعلان آخران، غير أن بناء الوحدتين الثانية والثالثة لم يبدأ قط، وأُلغيت هاتان الوحدان رسميًا في عام 1981.

## نبذة
في 5 مارس 2002 اكتشف عمال الصيانة أن التآكل قد أكل حفرة بحجم كرة القدم في رأس وعاء المفاعل في محطة ديفيس-بيس.
على الرغم من أن التآكل لم يؤد إلى وقوع حادث فقد اعتبر هذا حادث خطير في مجال السلامة النووية.
أبقت هيئة التنظيم النووي محطة ديفيس - بيس مغلقة حتى مارس 2004 بحيث تمكنت الشركة المشغلة من القيام بجميع أعمال الصيانة اللازمة لعمليات آمنة.
دفعت الشركة 28 مليون دولار كغرامات بموجب تسوية مع وزارة العدل الأمريكية بسبب التسريبات الإشاعاعية.

## حوادث
وفقا لهيئة الطاقة النووية الأمريكية محطة ديفيس بيس ثاني أكبر خمس حوادث نووية خطيرة في الولايات المتحدة منذ عام 1979.

## الإغلاق
من المتوقع إغلاق محطة ديفيس بيس في عام 2020 وق تم تم تحديث الخطط مما يشير إلى احتمال إيقاف التشغيل بحلول 31 مايو 2020.